# Casablanca (kommun i Chile)
Casablanca är en kommun i Chile. Den ligger i provinsen Provincia de Valparaíso och regionen Región de Valparaíso, i den södra delen av landet, 70 km väster om huvudstaden Santiago de Chile.
Trakten runt Casablanca består till största delen av jordbruksmark. Runt Casablanca är det ganska glesbefolkat, med 34 invånare per kvadratkilometer.